# Sedlec-Prčice
Sedlec-Prčice település Csehországban, a Příbrami járásban. Sedlec-Prčice Borotín, Jesenice, Nadějkov, Jistebnice, Červený Újezd, Heřmaničky, Nedrahovice, Nechvalice, Kosova Hora, Ješetice és Střezimíř településekkel határos. Lakosainak száma 2942 fő (2024. január 1.).

## Népesség
A település lakosságának változását az alábbi diagram mutatja:
| Lakosok száma | 6536 | 6215 | 5138 | 3866 | 3403 | 2946 | 2833 | 2854 | 2860 | 2942 |
|               | 1869 | 1890 | 1921 | 1950 | 1980 | 2001 | 2017 | 2019 | 2022 | 2024 |